# Cinque canti di Natale
Cinque canti di Natale (in finlandese Viisi joululaulua, in svedese Fem Julsànger), Op. 1, sono quattro canzoni in svedese e una in finlandese del compositore finlandese Jean Sibelius. Le canzoni furono scritte tra il 1897 e il 1913.

## Struttura
1. Nu står jul vid snöig port (svedese: Ora il Natale è sulla porta innevata[2]); Joulupukki kolkuttaa (finlandese: Babbo Natale sta bussando) (Zacharias Topelius, 1913)
2. Nu så kommer julen (svedese: Ora arriva il Natale[2]); Jo on joulu täällä (finlandese: È già Natale qui) (Zacharias Topelius, 1913)
3. Det mörknar ute (svedese: Fuori imbrunisce[2]); Jo joutuu ilta (finlandese: È già sera) (Zacharias Topelius, ca 1897)
4. Julvisa (svedese: Canzone di Natale); Jouluvirsi, En etsi valtaa loistoa (finlandese: Canto natalizio, Non cerco il potere dello splendore) (Zacharias Topelius, 1909); titolo originale svedese: Giv mig ej glans, ej guld, ej prakt (Non darmi lustro[2])[3]
5. On hanget korkeat, nietokset[4] (finlandese: Alti sono i mucchi di neve[2]) (Vilkku Joukahainen, 1901)